# Хіруеке
Хіруеке (ісп. Jirueque) — муніципалітет в Іспанії, у складі автономної спільноти Кастилія-Ла-Манча, у провінції Гвадалахара. Населення — 68 осіб (2010).
Муніципалітет розташований на відстані близько 90 км на північний схід від Мадрида, 43 км на північний схід від Гвадалахари.

## Демографія
Динаміка населення (INE ):